# Crawford Lake, Parry Sound District
Crawford Lake är en sjö i Kanada.   Den ligger i Parry Sound District och provinsen Ontario, i den sydöstra delen av landet, 300 km väster om huvudstaden Ottawa. Crawford Lake ligger 282 meter över havet. Arean är 0,89 kvadratkilometer. Den sträcker sig 1,4 kilometer i nord-sydlig riktning, och 1,7 kilometer i öst-västlig riktning.
I omgivningarna runt Crawford Lake växer i huvudsak blandskog. Trakten runt Crawford Lake är nära nog obefolkad, med mindre än två invånare per kvadratkilometer.